# A luhanszki határállomás bevétele
Ukrajnának a Luhanszknál lévő határellenőrző pontjánál kétnapos állóháború alakult ki Ukrajnában 2014. június 2-4. között.

## Előzmények
A 2014-es ukrán polgárháború befejezése óta több oroszbarát tüntetés is folyt az ország területén. Kormányzati épületeket foglaltak el, majd szereztek vissza, míg április 6-án az Ukrán Biztonsági Szolgálat Luhanszki területi igazgatóságát el nem foglalták a tüntetők.
Április 29-én további fontos épületeket is elfoglaltak, így a tüntetők kezére került a Regionális Államigazgatás épületei, valamint az ügyészség helyi központja is. A tüntetők hamarosan újabb városokra is kiterjesztették a hatalmukat, majd május 11-én a szavazók 96%-a támogatta a független Luhanszk kikiáltását.
A luhanszki határon számos szeparatista próbált meg átszökni, de ezek közül sok sikertelenül zárult.[forrás?]

## Összecsapások
Június 2-án helyi idő szerint hajnali fél egykor 100 felfegyverkezett felkelő megtámadta a Határőrség helyi laktanyáját, de a határőrség viszonozta a tüzet, és megpróbálta visszaverni a támadást. Később azonban további 300 felkelő csatlakozott hozzájuk, és a határrendészet szerint lakott területre mentek, s onnan tüzeltek.
Az ukrán harci repülőgépek légi támadást mértek a szeparatisták luhanszki erődítményei ellen, és ezzel akarták fokozni a határőrség hatékonyságát. Legalább egy gép berepült a város fölé, és az Ukrán Légvédelem egyik rakétája a luhanszki államigazgatási központ épületénél robbant fel. A robbanásnak 7 civil áldozata volt, és többen megsebesültek Ukrajna Kormánya visszautasít mindenféle felelősséget, és szerintük a felkelők egyik eltévedt, vállról indítható föld-levegő rakétája okozta a katasztrófát.
A nap végére befulladt a támadás, és a határőrség meg tudta őrizni a pozícióit. A Luganszki Népköztársaság szerint a támadásnak 13 áldozata volt.
Június 3-án békésebb volt a helyzet, de a felkelő továbbra is ostrom alatt tartották a határőrséget. Oroszország sürgette az ENSZ BT soron kívüli ülésének minél hamarabbi összehívását. Szerintük Ukrajna saját népe ellen intéz támadást. Bár még állt az ukrán zászló, a határőrség vezetője szerint ukrán katonák nem vettek részt ezután a mentő munkákban. Valerij Bolotov, Luhanszk népi vezetője azt nyilatkozta, ha estére nem hagyják el a katonák a határt, a földdel teszik őket egyenlővé.
Június 4-én az ukrán katonák elhagyták a területet. Engedélyt kaptak a bázis kiürítésére, és eszerint máshol fognak felállni. A szeparatisták elfoglalták a helyszínt, és bevették a Nemzeti Gárda helyőrségét, valamint egy bázist Szverdlovszkban.